# Brading
Brading ist eine englische Stadt auf der Isle of Wight. Sie hat etwa 2000 Einwohner (2011). Die Stadt wird 683 zum ersten Mal erwähnt und erhielt 1285 die Stadtrechte. Im Mittelalter und der frühen Neuzeit war sie vor allem wegen ihres Hafens von Bedeutung. Im 16. Jh. begann der Hafen zu versanden und der Ort verlor seine Bedeutung. Heute liegt Brading 2 km vom Meer entfernt.

## Römische Villa
Der Ort hat eine besondere Berühmtheit durch eine römische Villa, die hier 1879 entdeckt und in den folgenden Jahren ausgegraben wurde. Es fanden sich viele Mosaiken, darunter eines mit der einmaligen Darstellung eines Mannes mit Hahnenkopf. Die Villa ist für Besucher zugänglich.

## Verkehr
Die Hauptstraße von Ryde nach Sandown führt ebenso durch Brading wie die Bahnlinie Island Line von Ryde nach Shanklin.